# سكوت جوبلن
كان (Scott Joplin)سكوت جوبلن (1867/1868 ــ الأول من شهر أبريل، 1917م). ملحن وعازف بيانو إفريقي-أمريكي. وصل جوبلن إلى الشهرة لما قدمه من مؤلفات موسيقى الزاج، وعرف فيما بعد باسم «ملك موسيقى الجاز». خلال مشوار حياته الموسيقي، قام بكتابة 44 مقطوعة جاز|كلاسيكية مبتكرة، ومقطوعة من باليه الجاز، وأبراتان. واحدة من مقطوعاته الأولى، وهي مقطوعة ورقة القيقب (Maple Leaf Rag)، التي أصبحت أول أعماله الناجحة وأكثرها تأثيرًا، ولقد عُرفت بالمقطوعة الأصلية.
ولد جوبلن في عائلة أمريكية -من أصل إفريقي- موسيقية من العمال في شمال شرق تكساس، وقد طور معرفته بالموسيقى بمساعدة المدرسين المحليين، كان أبرزهم يوليوس فايس. نشأ جوبلن في تيكساركانا، حيث شكل رباعية صوتية، وتعلم المندولين والجيتار. ترك جوبلن عمله كعامل بالسكة الحديد في أواخر ثمانينيات القرن الثامن عشر الميلادي، وسافر حول الجنوب الأمريكي كموسيقي متجول. ثم ذهب إلى شيكاغو من أجل المعرض العالمي لعام 1893م، الذي لعب دورًا رئيسا في جعل موسيقى الجاز ولعًا وطنيًا بحلول عام 1897م.
وانتقل جوبلن إلى سيداليا بولاية ميسوري عام 1894م، وحصل على بيانو للمعيشة والتعليم وواصل جولاته في الجنوب. وفي سيداليا، قام جوبلن بتعليم من أصبحوا من ملحني الجاز فيما بعد، أمثال آرثر مارشال، سكوت هايدن، وبرون كامبل. وبدأ جوبلن نشر موسيقاه في عام 1895م، وبعد نشر مقطوعة ورقة القيقب (Maple Leaf Rag) في 1899م، دخل جوبلن عالم الشهرة وكان له أثر عميق على كتاب الجاز اللاحقين. وبجانب الشهرة، جلب له الجاز دخلاً ثابتًا مدى الحياة. ولم يصل جوبلن خلال حياته إلى هذا المستوى من النجاح مرة أخرى وكان كثيرًا ما يعاني من مشاكل مادية.
انتقل جوبلن في عام 1901م إلى سانت لويس، حيث واصل تلحين الموسيقى ونشرها، وكان يعزف بشكل منتظم في بيوت الدعارة والحانات في حي عاملات الجسد بالمدينة. بحلول الوقت الذي انتقل فيه إلى سانت لويس، ربما كان يعاني من خلل في أصابعة، ونوبات ارتعاش، وعدم القدرة على التحدث بوضوح، كنتيجة لإصابته بالزهري. وتمت مصادرة تسجيل أول أوبرا له، ضيف شرف (A Guest of Honor)، في عام 1903م مع متعلقاته، بسبب عدم دفع فواتير كان يدين بها، وتم اعتبارها مفقودة.
لكنه واصل تلحين الموسيقى ونشرها، وفي عام 1907م انتقل إلى مدينة نيويورك، بحثًا عن منتج لأوبرا جديدة. حاول جوبلن تجاوز حدود الشكل الموسيقي الذي جعله مشهورًا، بدون نجاح مادي معتبر. لكن الجمهور لم يتلق ثاني أوبرا له، تريمونيشا (Treemonisha)، على نحو جيد بعرضها جزئيًا في عام 1915.
وفي عام 1916م، وبسبب معاناته من الزهري في طوره الثالث والتدهور السريع في صحته، أصيب جوبلن بالخرف. وقد تم إدخاله مصحةً عقليةً في يناير عام 1917م، وتوفي بها بعد ثلاثة أشهر عن عمر يناهز التاسعة والأربعين.
تمت إعادة اكتشاف موسيقى جوبلن وعادت إلى شعبيتها في أوائل سبعينيات القرن الماضي بإصدار ألبوم مقطوعات جوبلن الذي حقق مليون نسخة مبيعات والذي قام بتسجيله جوشوا ريفكين، يليه الفيلم الحائز على جائزة الأكاديمي اللدغة (The Sting)، الذي أظهر العديد من مؤلفاته الموسيقية، مثل «الفنان (The Entertainer)». وفي نهاية المطاف تم إنتاج أوبرا تريمونيشا (Treemonisha) كاملةً بصدى أكبر في 1972م. وفي عام 1976م، حصل جوبلن بعد وفاته على جائزة بوليتزر.

## وصلات خارجية
- سكوت جوبلن على موقع IMDb (الإنجليزية)
- سكوت جوبلن على موقع الموسوعة البريطانية (الإنجليزية)
- سكوت جوبلن على موقع ميوزك برينز (الإنجليزية)
- سكوت جوبلن على موقع قاعدة بيانات برودواي على الإنترنت (الإنجليزية)
- سكوت جوبلن على موقع إن إن دي بي (الإنجليزية)
- سكوت جوبلن على موقع أول ميوزيك (الإنجليزية)
- سكوت جوبلن على موقع ديسكوغز (الإنجليزية)

## التسجيلات والموسيقى المكتوبة
- تسجيلات مجانية لموسيقى جوبلن بصيغة Mp3 للعديد من عازفي البيانو على موقع PianoSociety.com
- www.kreusch-sheet-music.net;– تسجيلات مجانية لجوبلن
- أغلفة وألحان موسيقية مكتوبة (تشمل غلاف فني، ومجموعة مختارة شاملة من الألحان الموسيقية المكتوبة، والسيرة الذاتية)
- فن فوغا: سموت جوبلن – ملفات واجهة الآلات الموسيقية الرقمية (موسيقى حية وتسجيلات قوائم البيانو)
- موقع جون ريتش نسخة محفوظة 2 يونيو 2007 على موقع واي باك مشين. به عروض لموسيقى الجاز لجوبلم وآخرين بالآلات الموسيقية الرقمية